# 3. Zagrebačka NL 2017./18.
3. Zagrebačka nogometna liga u sezoni 2017./18. predstavljala je 3. rang županijske lige u Gradu Zagrebu te ligu sedmog stupnja hrvatskog nogometnog prvenstva. 
 U ligi je sudjelovalo 8 klubova koji su igrali trokružni ligaški sustav. Ligu je osvojio "Gavran 2003" iz Zagreba. 

## Sudionici
- Bubamara Zagreb – Zagreb
- Gavran 2003 – Zagreb
- Hrašće – Hrašće Turopoljsko
- Mala Mlaka – Mala Mlaka
- Omladinac – Odranski Strmec
- Travno – Zagreb
- Zagreb 041 – Zagreb
- Zelengaj 1948 – Zagreb

## Ljestvica
| mj. | klub                        | ut. | pob. | ner. | por. | gol+ | gol- | bod     |
| --- | --------------------------- | --- | ---- | ---- | ---- | ---- | ---- | ------- |
| 1.  | Gavran 2003 Zagreb          | 21  | 15   | 1    | 5    | 57   | 27   | 46      |
| 2.  | Zelengaj 1948 Zagreb        | 21  | 13   | 3    | 5    | 66   | 25   | 42      |
| 3.  | Zagreb 041                  | 21  | 12   | 1    | 8    | 30   | 18   | 37      |
| 4.  | Bubamara Zagreb             | 21  | 11   | 3    | 7    | 43   | 22   | 36      |
| 5.  | Omladinac Odranski Strmec   | 21  | 10   | 3    | 8    | 48   | 30   | 32 (–1) |
| 6.  | Mala Mlaka                  | 21  | 8    | 3    | 10   | 27   | 27   | 27      |
| 7.  | Hrašće (Hrašće Turopoljsko) | 21  | 5    | 6    | 10   | 27   | 39   | 21      |
| 8.  | Travno Zagreb               | 21  | 0    | 0    | 21   | 6    | 116  | 0       |

## Rezultatska križaljka
Ažurirano 3. kolovoza 2018.
| kratica | klub                        | BUB           | GAV      | HRA           | MAM           | OML      | TRA            | ZAG      | ZEL      |
| --- | --------------------------- | ------------- | -------- | ------------- | ------------- | -------- | -------------- | -------- | -------- |
| BUB | Bubamara Zagreb             |               | 2:1, 0:3 | 1:1           | 4:1           | 1:0, 3:0 | 10:1           | 0:2, 2:0 | 0:3, 1:1 |
| GAV | Gavran 2003 Zagreb          | 1:0           |          | 1:1, 2:4      | 2:0           | 2:1      | 5:0, 3:0 p.f.  | 3:1      | 4:1, 4:1 |
| HRA | Hrašće (Hrašće Turopoljsko) | 1:2, 0:2      | 2:7      |               | 0:1, 0:0      | 0:2      | 5:2            | 0:1      | 1:4, 1:1 |
| MAM | Mala Mlaka                  | 1:0, 0:2      | 0:3, 1:0 | 0:0           |               | 2:2, 2:1 | 6:0            | 0:1      | 1:2, 1:2 |
| OML | Omladinac Odranski Strmec   | 2:2           | 1:3, 7:2 | 0:2, 4:2      | 1:2           |          | 10:0, 3:0 p.f  | 2:1, 1:0 | 0:0      |
| TRA | Travno Zagreb               | 0:7, 0:3 p.f. | 1:6      | 0:4, 0:3 p.f. | 0:5, 0:3 p.f. | 1:4      |                | 0:4      | 0:12     |
| ZAG | Zagreb 041                  | 2:0           | 3:1, 0:1 | 3:0, 0:0      | 1:0, 2:1      | 0:1      | 4:1, 3:0 p.f.  |          | 2:1      |
| ZEL | Zelengaj 1948 Zagreb        | 2:1           | 1:3      | 6:0           | 4:0           | 3:2, 2:4 | 13:0, 3:0 p.f. | 2:0, 2:1 |          |
| |                             |               |          |               |               |          |                |          |          |
| podebljan rezultat – utakmice od 1. do 7. kola (1. utakmica između klubova), te od 15. do 21. kola (3. utakmica između klubova) rezultat normalne debljine – utakmice od 8. do 14. kola (2. utakmica između klubova) rezultat nakošen – nije vidljiv redoslijed odigravanja međusobnih utakmica iz dostupnih izvora rezultat nakošen i smanjen * – iz dostupnih izvora nije uočljiv domaćin susreta prekrižen rezultat – poništena ili brisana utakmica p – utakmica prekinuta 3:0 p.f. / 0:3 p.f. – rezultat 3:0 bez borbe |                             |               |          |               |               |          |                |          |          |

 Izvori: 

## Vanjske poveznice
- Zagrebački nogometni savez
- zns.hr, 3. ŽNL (3. Zagrebačka liga)  Arhivirana inačica izvorne stranice od 28. ožujka 2014. (Wayback Machine)